# Liste römischer Zisternen

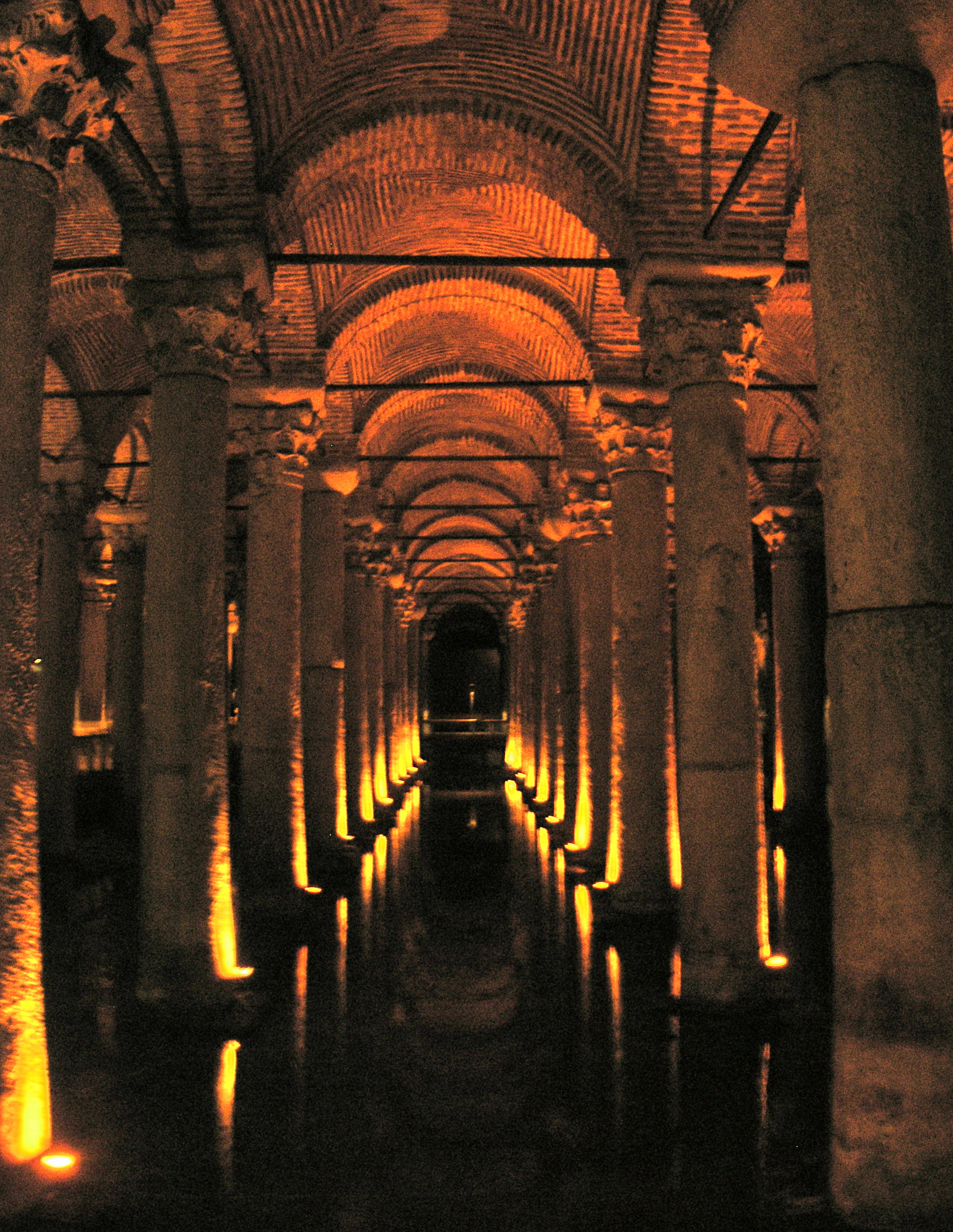
Die Yerebatan-Zisterne in Konstantinopel

Die Liste römischer Zisternen bietet einen Überblick über Wasserspeicher des Römischen Reiches in der Antike. Die Süßwasserreservoirs befanden sich überwiegend an den Endpunkten von Aquädukten, wo sie zur Versorgung von städtischen Haushalten, Landgütern, kaiserlichen Palästen, Thermen oder Stützpunkten der römischen Flotte dienten.

## Zisternen
|                              | Zisterne                               | Antiker Ort    | Land     | Wasserzufuhr           | Breite (m) | Länge (m) | Innenhöhe (m) | Wassertiefe (m) | Wasserinhalt (m³) | Rauminhalt (m³) |
| ---------------------------- | -------------------------------------- | -------------- | -------- | ---------------------- | ---------- | --------- | ------------- | --------------- | ----------------- | --------------- |
| The Cistern of Aspar in 2013 | Aspar-Zisterne                         | Konstantinopel | Türkei   |                        | 152        | 152       | 10–11         |                 | 230.000 – 250.000 |                 |
| Yerebatan-Zisterne           | Yerebatan-Zisterne (Cisterna Basilica) | Konstantinopel | Türkei   | Valens-Aquädukt        | 138        | 065       |               |                 | 80.000            |                 |
| Zisterne des Philoxenos      | Philoxenos-Zisterne                    | Konstantinopel | Türkei   |                        |            |           |               |                 |                   |                 |
| Theodosiuszisterne           | Theodosius-Zisterne                    | Konstantinopel | Türkei   |                        |            |           |               |                 |                   |                 |
| Piscina Mirabilis            | Piscina Mirabilis                      | Misenum        | Italien  | Serino-Aquädukt        | 25         | 066       | 10,3          | 7,5             | 10.700            | 14.300          |
|                              | Grotta Dragonara                       | Misenum        | Italien  | Regenwasser?           | 70         | 072       | 09,5          | 4,5             | 07.700            | 11.900          |
|                              | Il Cisternone                          | Albano         | Italien  |                        |            |           |               |                 |                   | 10.132          |
|                              | Aïn Mizeb                              | Thugga         | Tunesien | Aquädukt               |            |           |               |                 |                   | 09.000          |
|                              | Aïn El Hammam                          | Thugga         | Tunesien | Aquädukt               |            |           |               |                 |                   | 06.000          |
|                              | Cripta Romana                          | Cumae          | Italien  | Serino-Aquädukt        | 31         | 038       | 08,0          | 3,0             | 02.100            | 05.300          |
|                              | Piscina Cardito, Südliches Reservoir   | Puteoli        | Italien  | Kampanisches Aquädukt  | 16         | 055       | 06,0          | 4,5             | 04.000            | 05.300          |
|                              | Piscina Lusciano                       | Puteoli        | Italien  | Serino-Aquädukt        | 25         | 027       | 06,5          | 4,0             | 02.700            | 04.400          |
|                              | Tunnelzisterne                         | Baiae          | Italien  | Regenwasser            | 03,5       | 300       | 03,0          | 2,0             | 02.100            | 02.800          |
|                              | Cento Camerelle, Oberes Reservoir      | Misenum        | Italien  | Regenwasser            | 18         | 023       | 07,8          | 5,5             | 02.000            | 02.450          |
|                              | Cento Camerelle                        | Puteoli        | Italien  | Kampanisches Aquädukt? | 07         | 070       | 05,2          | 2,0             | 00850             | 02.000          |
|                              | Cento Camerelle, Unteres Reservoir     | Misenum        | Italien  | Regenwasser            | 02         | 160       | 04,0          | 3,0             | 00960             | 01.100          |
|                              | Piscina Cardito, Nördliches Reservoir  | Puteoli        | Italien  | Kampanisches Aquädukt  | 08         | 034       | 0?            | 1,3             | 00350             | ?               |
|                              | Domitians Villa                        | Albano         | Italien  |                        | 11         | 123       |               |                 |                   |                 |
|                              | Villa Jovis                            | Capri          | Italien  |                        |            |           |               |                 |                   |                 |
|                              | Römische Zisterne                      | Firmum Picenum | Italien  | Regenwasser            |            |           |               |                 |                   |                 |